# Centre d'Estudis Francesc Eiximenis
Centre d'Estudis Francesc Eiximenis (CEFE) és un centre d'estudis creat el 1961 per intel·lectuals cristians catalans procedents de la Lliga Espiritual de la Mare de Déu de Montserrat, encapçalats per Mossèn Josep Maria Bardés i Huguet, qui en fou cap fins a la seva mort el 1996. El 1972 es vinculà al Moviment Internacional d'Intel·lectuals Catòlics (MICC - Pax Romana) i fou reconegut com a federació Nacional Catalana del MICC. Des del 1984 té personalitat social i des del 1996 impulsa la iniciativa eclesiàstica Espai Obert. El seu objectiu és l'estudi de les qüestions entre fe i cultura i fomentar el diàleg entre la fe cristiana i els diversos aspectes de la cultura actual. Forma part de FOCIR.

## Presidents
- Josep Maria Bardés i Huguet (1961-1996)
- Manuel Ribas i Piera (1996-)